# Les Artigues-de-Lussac
Les Artigues-de-Lussac är en kommun i departementet Gironde i regionen Nouvelle-Aquitaine i sydvästra Frankrike. Kommunen ligger i kantonen Lussac som tillhör arrondissementet Libourne. År 2022 hade Les Artigues-de-Lussac 1 120 invånare.

## Befolkningsutveckling
Antalet invånare i kommunen Les Artigues-de-Lussac
Referens:INSEE